# Копьеносые
Копьеносые, или ложные вампиры (лат. Megadermatidae), — семейство млекопитающих отряда рукокрылых подотряда 	Yinpterochiroptera.

## Общее описание
Средние и крупные летучие мыши: длина тела 6,5—14 см, предплечья 5—11,5 см. Межбедренная перепонка широкая, хвост отсутствует. Морда несколько укороченная. На носу удлинённый листовидный кожистый вырост (носовой листок), торчащий кверху. Эхолокационные сигналы издают через нос, и развитый носовой листок помогает их фокусировать. Уши крупные, соединённые полоской кожи по верху головы; козелок раздвоенный. Крылья широкие. Окраска серая или бурая, однако крылья, уши и носовой листок желтовато-оранжевые. У самцов на спине имеется жёлтая кожная железа. Характерно отсутствие верхних резцов. Всего зубов 26 или 28.

## Образ жизни
Ареал охватывает субтропики и тропики Восточного полушария: Центральную и Восточную Африку, Южную и Юго-Восточную Азию, Филиппины и Австралию.
Ложные вампиры питаются не только насекомыми, но и мелкими позвоночными: спящими ящерицами, древесными лягушками, птицами, грызунами и более мелкими рукокрылыми.
Представители родов Cardioderma, Lyroderma, Macroderma и Megaderma ловят и поедают птиц, рыб, ящериц, лягушек и других летучих мышей. Один вид (Cardioderma cor) охотится преимущественно на наземных насекомых (жуков), многоножек и скорпионов, поджидая их, сидя на ветке. Большинство видов ведёт ночной образ жизни; вид Lavia frons бывает активен и днём. Днюют в пещерах, расщелинах скал, строениях, дуплах и кронах деревьев и кустов, держась поодиночке или группами до 50—100 особей. Издают ультразвуковые «песни», защищая свою кормовую территорию от других летучих мышей. Размножаются 1 раз в году, принося по 1 детёнышу, обычно в апреле—мае. Вид Lavia frons предположительно моногамен.
В ископаемом виде известны с конца эоцена — начала олигоцена.

## Список видов
В семействе 6 современных родов, представленные 6 видами:
- Cardioderma
  - Африканский ложный вампир (Cardioderma cor)
- Eudiscoderma
  - Eudiscoderma thongareeae
- Lavia
  - Желтокрылый ложный вампир (Lavia frons)
- Lyroderma
  - Индийский ложный вампир (Lyroderma lyra)
- Macroderma
  - Австралийский ложный вампир (Macroderma gigas)
- Афроазиатские ложные вампиры (Megaderma) — положение вымерших видов не уточнялось после разделения родов Megaderma и Lyroderma[4]
  - Малайский ложный вампир (Megaderma spasma)
  - † Megaderma brailloni
  - † Megaderma franconica
  - † Megaderma lopezae
  - † Megaderma lugdunensis
  - † Megaderma vireti
- † Saharaderma[4]
  - † Saharaderma pseudovampyrus